# Pododadi
Pododadi is een bestuurslaag in het regentschap Pekalongan van de provincie Midden-Java, Indonesië. Pododadi telt 3290 inwoners (volkstelling 2010).